# Середнє Азяково
Середнє Азя́ково (рос. Среднее Азяково, марій. Кыдал Озакъял) — присілок у складі Медведевського району Марій Ел, Росія. Адміністративний центр Азяковського сільського поселення.

## Населення
Населення — 716 осіб (2010; 656 у 2002).
Національний склад (станом на 2002 рік):
- лучні марійці — 80 %